# Radio Televisyen Brunei
Radio Televisyen Brunei (jawi: راديو تيليۏيشين بروني), nota anche come RTB, è l'ente radiotelevisivo pubblico di Brunei.
Trasmette dalla capitale Bandar Seri Begawan in malese, inglese e cinese mandarino.

## Storia
Radio Brunei debuttò il 2 maggio 1957, mentre il servizio televisivo iniziò il 1º marzo 1975. 
Modellata su Radio Televisyen Malaysia, RTB detiene il monopolio della televisione in chiaro nel Paese e lo deteneva anche della radio fino al 1999, quando fu fondata l'unica stazione radiofonica commerciale del Paese, Kristal FM.
A Brunei la radio debuttò il 2 maggio 1957 con il nome di "Radio Brunei" con un messaggio dal Sultano Omar Ali Saifuddien III. A quel tempo c'era uno studio che trasmetteva per 45 minuti di sera, dalle 20:00 alle 20:45. La copertura di ogni trasmettitore (da 1.2Kw) era di soli 8 km intorno alla capitale Bandar Seri Begawan e nelle zone circostanti. La prima stazione radio, in seguito, divenne conosciuta come "Nasional FM".
Nel 1974 RTB aveva un personale di sole 171 persone in tre siti di trasmissione, che fornivano quasi il 100% di copertura del Paese e oltre.
Radio Televisyen Brunei lanciò il primo servizio televisivo pilota il 1º febbraio 1975, quando iniziarono le trasmissioni di test di Televisyen Brunei. I servizi televisivi ufficiali regolari iniziarono il 1º marzo 1975 dal distretto di Brunei-Muara. RTB1 fu inaugurata ufficialmente dal Sultano di Brunei Hassanal Bolkiah il 9 luglio 1975. C'erano solo tre persone nello studio di RTB e quattro ad occuparsi del trasmettitore.
Nella prima fase fu usata parte degli studi radio per il canale televisivo.
Nella seconda fase fu utilizzato l'attuale complesso di studi multifunzione completato per il 1980. Un secondo trasmettitore televisivo fu realizzato nel distretto di Brunei-Muara il 1º marzo 1976.
Il 1976 era anche l'anno della prima trasmissione in esterno, che dette copertura alla parata per il compleanno del Sultano dall'allora città di Padang. Il progetto televisivo fu finanziato con 35 milioni di dollari bruneiani. I servizi radio stereo in FM dal distretto di Brunei-Muara iniziarono il 1º marzo 1977. In contemporanea debuttarono le trasmissioni in malese grazie a due stazioni ad alta potenza ad onde medie nel distretto di Brunei-Muara. Oggi alla RTB lavorano circa 1.100 dipendenti. La copertura di radio e televisione è di circa il 100% del Paese.
Nel 1980 RTB inviò 16 dipendenti a Singapore, dove intrapresero un corso di formazione in affiancamento presso la Singapore Broadcasting Corporation, il precursore di MediaCorp.
Nel 1982 RTB inviò altri 4 quattro dipendenti presso la SBC per intraprendere un nuovo corso di formazione. Lo stesso anno acquisì il 75% dei programmi prodotti dalla SBC.
Nel 1983 RTB, attraverso il suo personale addetto alla formazione, condusse un programma di formazione per il suo personale, in preparazione dei festeggiamenti per l'indipendenza di Brunei nel 1984.
RTB mandò in onda un simulcast radio-TV della ceremonia della dichiarazione d'indipendenza per la vigilia di Capodanno 1983 e il primo Anniversario dell'indipendenza nel 1984.
Nel 1985 RTB autorizzò un cambio d'abbigliamento ai suoi giornalisti musulmani, cioè gli uomini vennero dispensati dall'indossare il peci e le donne dal portare lo hijab tradizionale.
Nel 1987 uno dei dirigenti di RTB propose la fondazione di un consorzio per gestire un satellite ASEAN per lo scambio di notizie e programmi TV tra tutti i canali radiotelevisivi ASEAN.
Verso la fine del 20º secolo furono fondate altre quattro stazioni radiofoniche: la stazione in vernaco Pilihan FM il 31 dicembre 1995, la stazione per i giovani Pelangi FM il 1º gennaio 1996, la stazione per la famiglia Harmoni FM il 15 luglio 1996 e la stazione islamica Nur Islam FM il 2 maggio 1997. Nel 2002 RTB commissioned una consultancy project trasmissione iniziale on incorporating una trasmissione in digitale, che fu condotta da  ?????L Asia Pacific.
Il 9 luglio 2003 iniziò a trasmettere il canale televisivo internazionale 24 ore su 24 RTB4. Nel 2010 furono aggiunti il canale di intrattenimento in HD RTB3 e il canale islamico RTB5, ma solo per 6 ore al giorno ciascuna e di sera.
Il 11 aprile 2017 RTB compì un grosso progetto di restyling di tutti i suoi canali. RTB1 e RTB5 furono fuse per formare RTB Perdana, mentre RTB2 e RTB3 furono combinate come RTB Aneka e RTB4 fu rinominata RTB Sukmaindera. Il restyling fu fatto come parte del piano di transizione dal sistema analogico a quello digitale.
Il 2 maggio 2017 RTB festeggiò il 60º anniversario dalla nascita della sua radio.
RTM cessò le trasmissioni in analogico da Bukit Subok il 31 dicembre 2017.
Nel 2020 RTB firmò un memorandum d'intesa con la Universiti Teknologi Brunei per creare una partnership nell'industria creativa dei media.
Nel 2021 RTB iniziò a trasmettere programmi educativi per fornire "sostegno aggiuntivo all' apprendimento", durante i giorni di scuola.

## Sedi
- RTB Sede principale (Secretariat Building, Jalan Elizabeth II)
- RTB Sungai Akar Broadcasting Complex
- RTB Centre for Broadcasting Development
- RTB Berakas Orchestra Unit Building
- RTB filiale distretto di Tutong, Tutong
- RTB filiale distretto di Belait, Kuala Belait
- RTB filiale distretto di Temburong, Bangar

## Servizi

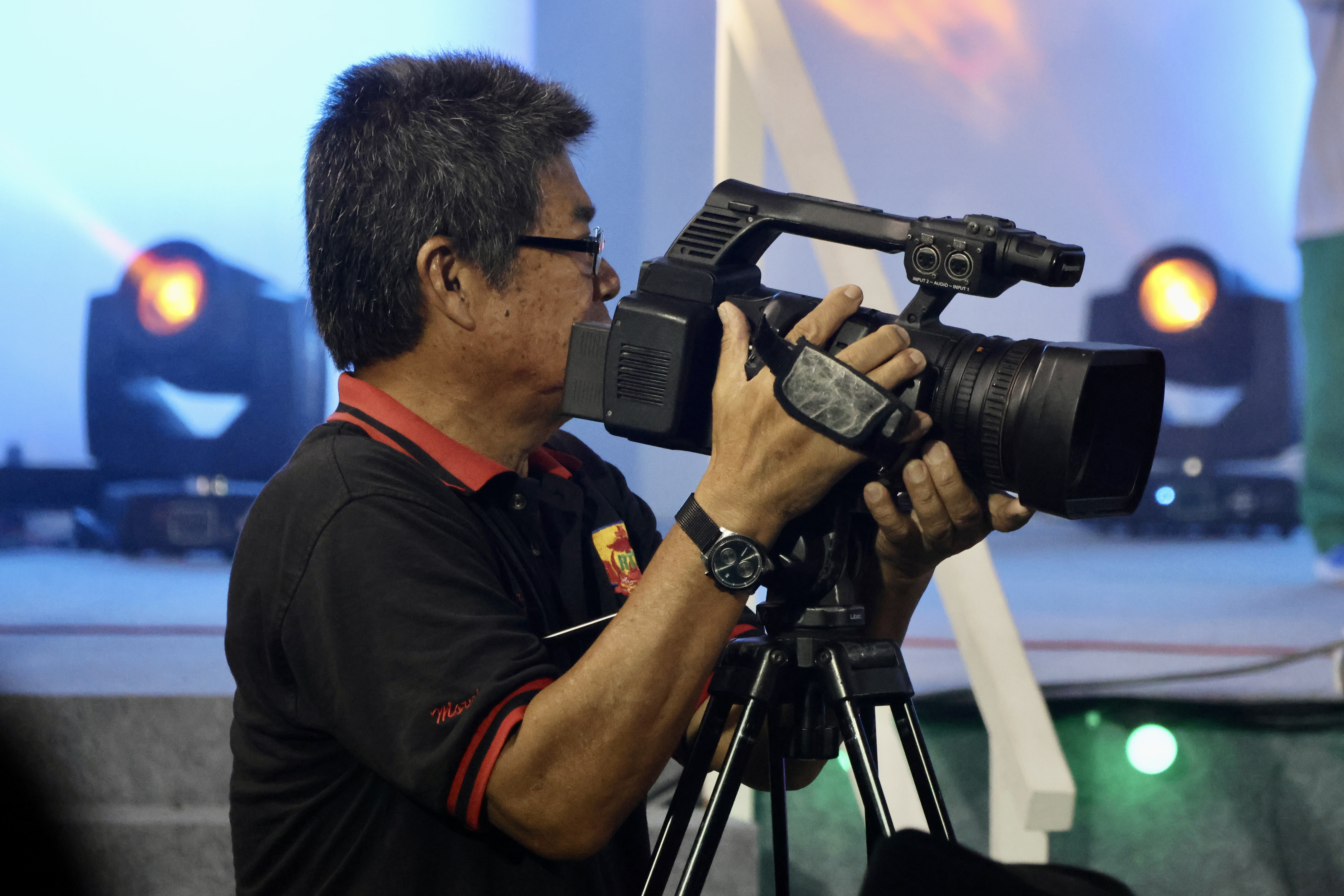
Operatore telecamere di RTB durante un evento nazionale nel 2023.

### Radio
| Stazione     | Lingua                               | Programmi                                                          |
| ------------ | ------------------------------------ | ------------------------------------------------------------------ |
| Nasional FM  | malese                               | generalista                                                        |
| Pilihan FM   | inglese, cinese mandarino e nepalese | infotainment, musica pop contemporanea, top 40 e classici pop/rock |
| Pelangi FM   | malese e inglese                     | infotainment, top 40 e talk radio                                  |
| Harmoni FM   | malese                               | classici pop e talk radio                                          |
| Nur Islam FM | malese                               | religione (Islam)                                                  |

### Televisione
| Canale          | Lingua                                                            | Programmi                                               |
| --------------- | ----------------------------------------------------------------- | ------------------------------------------------------- |
| RTB Perdana     | malese, inglese e indonesiano                                     | informazione, cultura, intrattenimento e sport          |
| RTB Aneka       | malese, inglese, coreano, tagalog, cinese mandarino, turco e thai | cultura, intrattenimento, bambini, sport e educazione   |
| RTB Sukmaindera | malese e inglese                                                  | informazione, cultura, intrattenimento, bambini e sport |

### Piattaforme digitali
RTB GO è il servizio OTT di RTB. (OTT). Raggiunge gli spettatori su apparecchi multipli come computer, tablet e smartphone. Il sito web del servizio contiene tutte le stazioni radio e i canali televisivi di RTB tranne RTB Perdana. 
RTB Aneka e RTB GO Live non sono comunque disponibili fuori da Brunei.

## Programmi
- Rampai Pagi (Jawi: رامڤأي ڤاڬي, Morning Medley) - contenitore televisivo mattutino sotto forma di talk show, in onda su RTB Perdana e RTB Sukmaindera.

## Ricezione

### Digitale terrestre
I canali di Radio Televisyen Brunei sono presenti sul digitale terrestre in standard HDTV DVB-T.

### Streaming
Canali di Radio Televisyen Brunei in streaming